# سواوومیر سولی
سواوومیر سولِـی (لهستانی: Sławomir Sulej؛ ‏ [ˈswavɔmʲir]؛ ‏ زادهٔ ۶ سپتامبر ۱۹۴۹) بازیگر اهل لهستان است.
از فیلم‌ها یا مجموعه‌های تلویزیونی که وی در آن‌ها نقش داشته‌است، می‌توان به کیلر، یوب، آخرین سلول خاکستری مغز، سرگذشت استاد تواردوفسکی، عشق اول، صد سال خاندان وینیخ، دهن‌به‌دهن، کمیسر آلکس، کلبه جنگلی، هتل ۵۲، در خیابان سپولنی، دو روی سکه، خانه کشیش، ع چون عشق، جهان به روایت خانواده کیپسکی، کرول و سارا اشاره نمود.